# Tuk (Steenwijkerland)
Tuk is een dorp bij Steenwijk, de hoofdplaats van de Nederlandse gemeente Steenwijkerland. In 2023 telde Tuk 2.165 inwoners.

## Cultuur
Tuk is onder andere bekend van Mannenkoor Karrespoor. Tuk heeft elk jaar de Tukse Zomerfeesten, die worden gehouden op het Achterveld.
Met oud en nieuw wordt er groot vuurwerk afgestoken bij de vijver aan Bakkersveld.

## Bereikbaarheid
Tuk heeft geen treinverbinding, het dichtstbij gelegen station is station Steenwijk. Wel heeft Tuk een goede verbinding met de snelweg A32 (Meppel - Leeuwarden) en een busverbinding, lijn 76 (Emmeloord - Oldemarkt - Steenwijk).
Hoewel het dorpje klein is, heeft het in vergelijking met andere dorpen toch veel voorzieningen, zoals een slager, café, kapsalon, school, watertoren, bowlingcentrum, tennishal, tennisvereniging en een kinderdagverblijf.

## Geografie
Tuk ligt ten zuiden van de stuwwal van de Woldberg. Ten noordwesten van Tuk ligt het geologisch monument Wolterholten.

## Zie ook

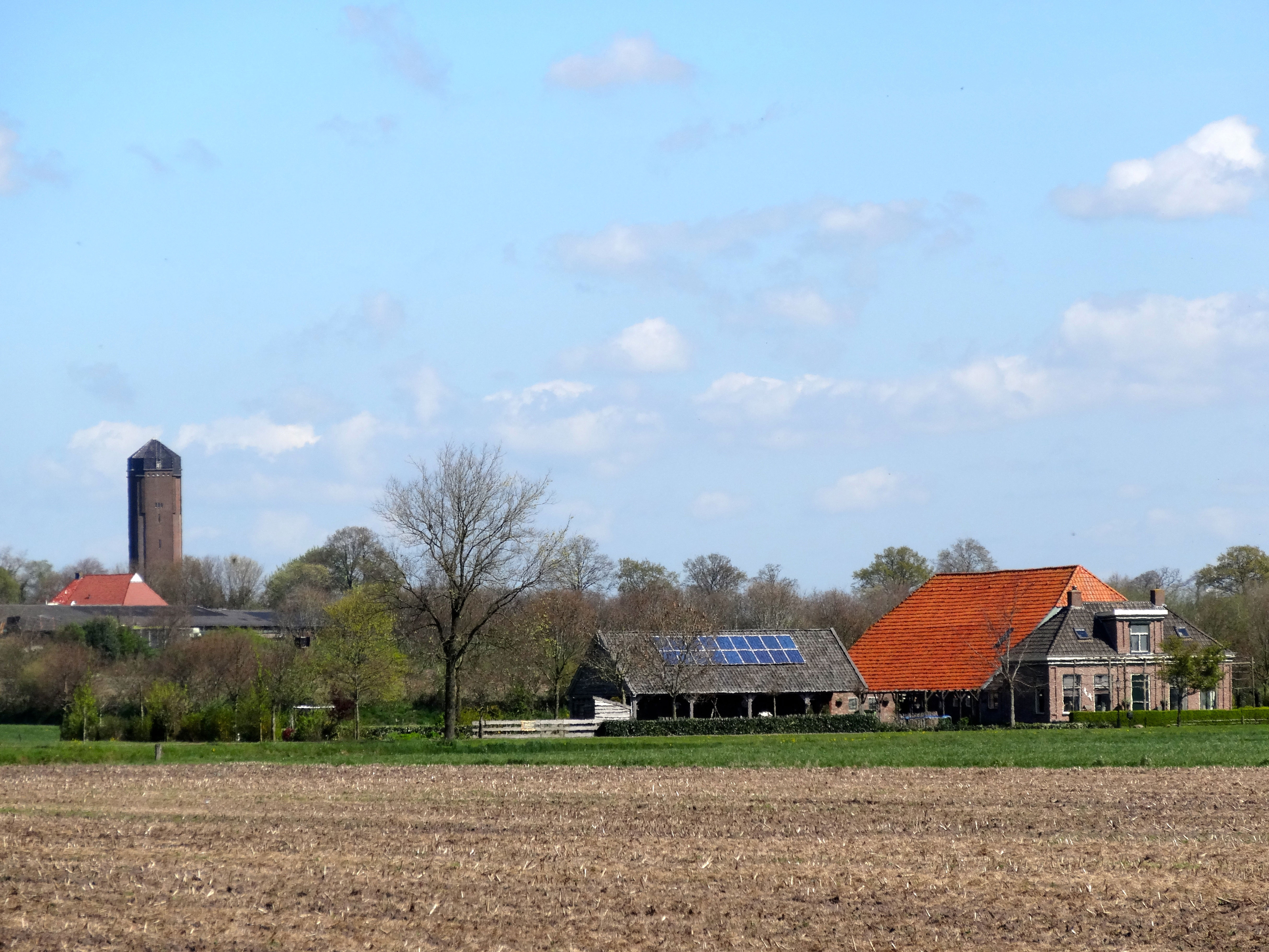
Zicht op de watertoren van Tuk.